# Spilopodia nervisequa
Spilopodia nervisequa är en svampart som först beskrevs av Christiaan Hendrik Persoon, och fick sitt nu gällande namn av Jean Louis Emile Boudier 1907. Spilopodia nervisequa ingår i släktet Spilopodia, ordningen disksvampar, klassen Leotiomycetes, divisionen sporsäcksvampar och riket svampar.   Inga underarter finns listade i Catalogue of Life.